# Свеженцев, Илья Фёдорович
Илья Фёдорович Свеженцев (29 июля 1910 — 7 сентября 1985) — помощник командира сабельного взвода 60-го гвардейского кавалерийского полка 16-й гвардейской Черниговской кавалерийской дивизии, сформированной в декабре 1941 года в городе Уфе, как 112-я Башкирская кавалерийская дивизия, 7-го гвардейского кавалерийского корпуса 1-го Белорусского фронта, гвардии старший сержант. Герой Советского Союза.

## Биография
Родился 29 июля 1910 года в селе Липовчик (ныне — Советского района Курской области) в крестьянской семье. Русский. Член ВКП(б)/КПСС с 1947 года. Образование начальное. Работал бригадиром станочников на заводе точного машиностроения в городе Донецк — областном центре Донецкой области Украины.
В Красной Армии с 1942 года. В том же году на фронте Великой Отечественной войны.
Помощник командира сабельного взвода 60-го гвардейского кавалерийского полка комсомолец гвардии старший сержант Илья Свеженцев, находясь в передовом отряде, 18 января 1945 года преодолел реку Пилица в районе польского города Томашув. Отряд захватил плацдарм на правом берегу, отбил многочисленные контратаки врага. В этой схватке бойцы под командованием гвардии старшего сержанта Свеженцева И. Ф. уничтожили до взвода пехоты, расчёты двух пулемётов и четырёх миномётов. Первая траншея противника была занята на протяжении двухсот метров. 30 января 1945 года в боях за удержание плацдарма на правом берегу реки Варта отважный гвардеец-кавалерист лично уничтожил более десятка гитлеровцев. Был ранен, но не покинул поля боя.
Указом Президиума Верховного Совета СССР от 6 апреля 1945 года за образцовое выполнение боевого задания командования в борьбе с немецко-фашистскими захватчиками и проявленные при этом мужество и героизм гвардии старшему сержанту Свеженцеву Илье Фёдоровичу присвоено звание Героя Советского Союза с вручением ордена Ленина и медали «Золотая Звезда».
После войны гвардии старшина И. Ф. Свеженцев демобилизован. Жил и работал в городе Донецке, где и скончался 7 сентября 1985 года.
Награждён орденом Ленина, орденами Отечественной войны 1-й степени, Славы 3-й степени, медалями.
Имя И. Ф. Свеженцева высечено золотыми буквами на мемориальных досках вместе с именами всех 78-и Героев Советского Союза 112-й Башкирской кавалерийской дивизии, установленных в Национальном музее Республики Башкортостан и в Музее 112-й Башкирской кавалерийской дивизии.